# Oblężenie zamku Kumamoto
Oblężenie zamku Kumamoto – próba zdobycia zamku w mieście Kumamoto przez buntowników z prowincji Satsuma, dowodzonych przez Takamori Saigō. Oblężenie trwało od 19 lutego do 12 kwietnia 1877 roku i zakończyło się niepowodzeniem.

## Sytuacja ogólna
29 stycznia 1877 r. byli samuraje z prowincji Satsuma, pod przywództwem Takamoriego Saigō, wyruszyli w sile kilkunastu tysięcy do Tokio w zamiarze przejęcia władzy nad krajem poprzez przywrócenie poprzedniego systemu bakufu. Domagali się oni aktywnej polityki przeciwko Korei, usunięcia nowego rządu i skorumpowanych polityków. Wojska buntowników dotarły 14 lutego do prefektury Kumamoto, a 19 lutego przystąpiły do oblężenia głównej fortecy regionu – zamku Kumamoto.
Sytuacja w zamku nie była najlepsza. Dowodzący garnizonem gen. Tateki Tani miał do swojej dyspozycji zaledwie 3 800 regularnych żołnierzy i 600 policjantów. Część tych sił była niepewna, ponieważ pochodziła z lokalnych terenów, które nie były wrogo nastawione wobec buntowników. Ponadto, niedługo przed nadejściem wroga spłonął magazyn z częścią amunicji i żywności. Mimo tego dowództwo zdecydowało się na obronę twierdzy.

## Oblężenie
19 lutego rozpoczęła się wymiana ognia. Silny opór zaskoczył buntowników, którzy liczyli na stosunkowo szybkie opanowanie zamku. 22 lutego przypuszczono potężny szturm głównymi siłami. Walka trwała do nadejścia nocy, ale siły Saigō nie zdołały opanować zamku. Mimo to odniesiono pewne sukcesy: garnizon poniósł znaczne straty i musiał opuścić część stanowisk; samurajowie zdobyli także krótko po rozpoczęciu ataku chorągwie cesarskiego 14. Regimentu Piechoty, co obniżyło morale tej jednostki. Niepowodzenie szturmu sprawiło też, że buntownicy zaczęli bardziej doceniać przeciwnika, gdyż dotąd uważali wojsko z poboru za nieefektywne.
24 lutego wojska Saigō przystąpiły do regularnego oblężenia. Zamykając pierścień umocnień wokół zamku, samurajowie liczyli na zdobycie Kumamoto przez zagłodzenie garnizonu. Atutem buntowników było także ciągłe wzmacnianie się ich armii. Pod Kumamoto napływało bowiem wielu samurajów, którzy także sprzeciwiali się poczynaniom rządu cesarskiego. Na niekorzyść samurajów działały jednak inne czynniki: czas – coraz bardziej malał atut zaskoczenia rządu w Tokio; rozciągniecie linii umocnień na dużym obszarze (od Tabaruzaki, będącej częścią Kumamoto, po zatokę Ariake); wreszcie działania wojsk cesarskich – Saigō utracił część swoich sił w walkach pod Tabaruzaką 4 marca. 8 marca nie zdołał zapobiec lądowaniu żołnierzy cesarskich na swoich tyłach – w Kagoshimie. W wyniku zagrożenia tyłów oraz marszu wroga z okolic Miyanohary, które zmusiły do odwrotu część samurajów, sytuacja buntowników gwałtownie się pogorszyła.

## Odwrót
W nocy 8 kwietnia załoga zamku przeprowadziła niespodziewany wypad, przerwała linię umocnień oblężniczych i zdołała uzupełnić niemal już wyczerpane zapasy. 12 kwietnia pod Kumamoto przybyły oczekiwane przez obrońców posiłki pod dowództwem generałów: Kiyotaki Kurody i Hiroshiego Yamakawy. Armia cesarska miała znaczną przewagę liczebną i buntownicy zdecydowali się na odwrót, co podkopało ich morale i sprawiło, że nie podjęli już ofensywy.

## Zamek w Kumamoto

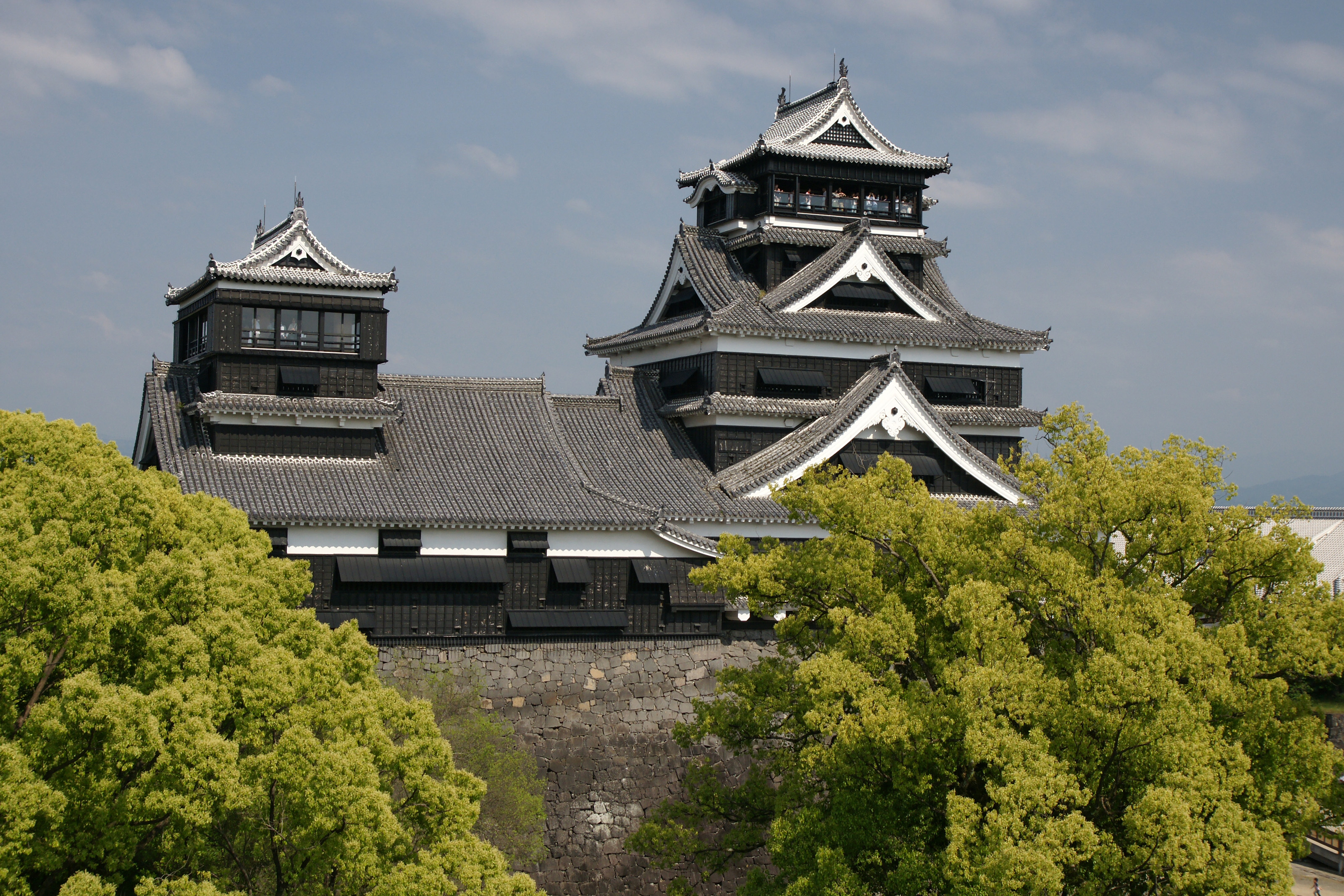
Zamek Kumamoto współcześnie
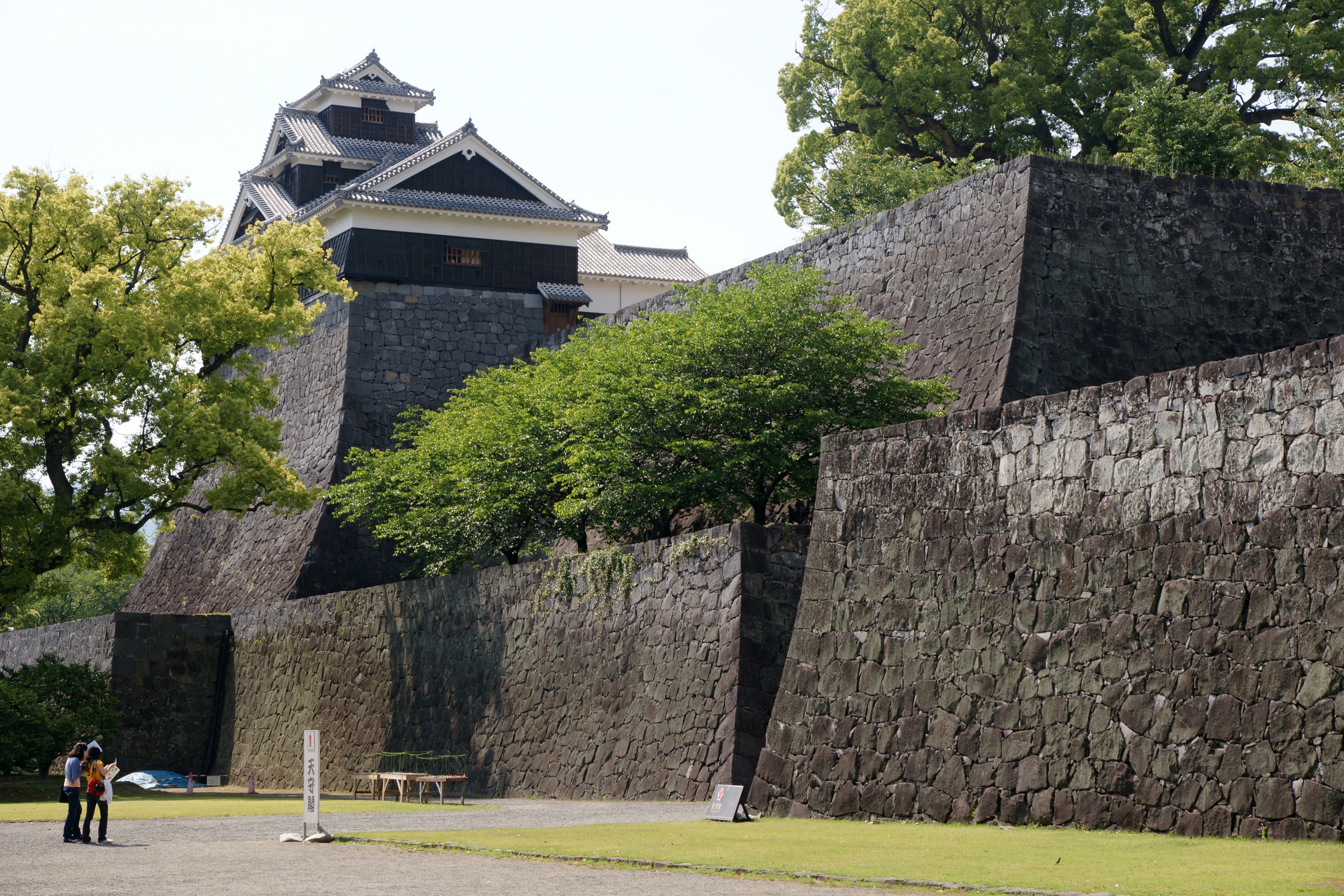
Mury obronne
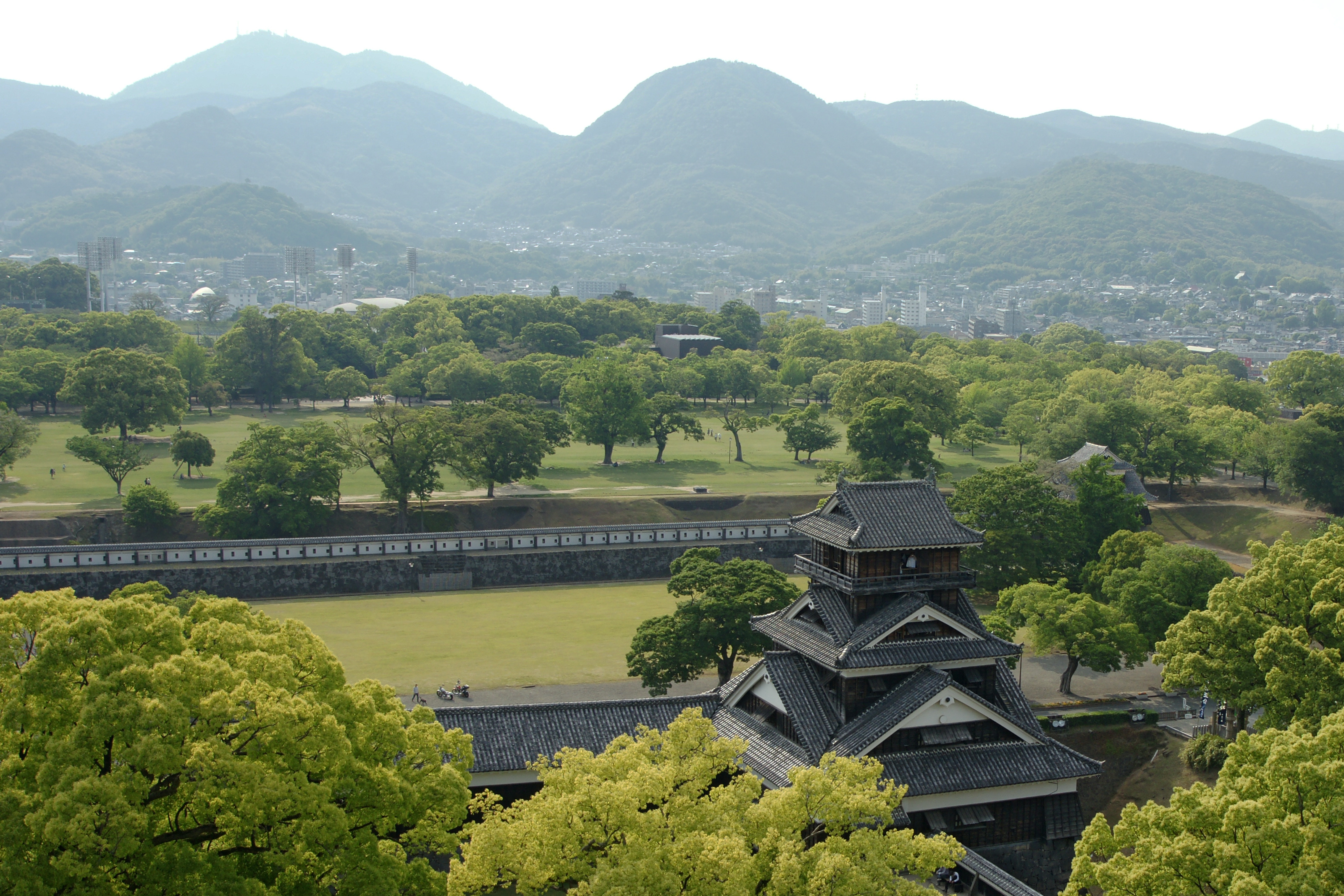
Widok z wieży obserwacyjnej zamku